# Naturalismus (umění)
Naturalismus je způsob zobrazování světa s minimálním množstvím abstrakce či slohového zkreslení. Charakteristické jsou pro něj přesvědčivé efekty světla a povrchové struktury a evokování pocitů a nálad. Za renesance se v západním umění znovu objevil jako ústřední, dominující trend.

## Hlavní definice
Pro renesanční naturalismus je příznačný obecný, celkový dojem věrnosti skutečné podobě. Tohoto účinku se dosahuje zachycením světla, struktury, barvy a odstínů v celé její různorodosti, ale s naprostou důsledností.
Naturalismus skýtal renesančním umělcům příležitost znovu znázornit, co je umění, a zvýšit jeho kulturní význam. Vyvinutí prostorové perspektivy Leonardem Da Vinci bylo například pokusem dosáhnout přesvědčivě naturalističtějšího stylu malování, v němž byla striktní pravidla kompozice, jako lineární perspektiva, méně zřetelná oku toho, kdo se na obraz díval. Nejlepší renesanční umělci se snažili aplikovat perspektivu nenápadně a záhy začali kritizovat umělce, u nichž bylo užití perspektivy příliš zřetelné, takže se naše vnímání uměleckého díla narušilo tím, že pozornost upoutal jeden aspekt jeho kompozice.
Rozhodující pro rozvoj naturalismu byly další dva příspěvky. Jan van Eyck docílil pozoruhodné úrovně naturalistických detailů v zobrazování světla a struktury, čímž se proslavil po celé Evropě. Umělci působící v Benátkách kladli větší důraz na barvu na atmosféru díla než na linii a formu, čemuž naopak dávali přednost florentští umělci. K benátským koloristům, jak se jim někdy říká, patří Bellini, Tintoretto, Veronese, Giorgione a Tizian. Giorgionemu se přičítá zásluha za zavedení krajiny s atmosférou jakožto prostředku k ztvárnění lidských nálad a pocitů. Naturalismus vedl v následujících letech k rozvoji malování krajinek a zátiší, jež byly za renesance dosud vzácné.

## Umělci
- Gustave Courbet (1819–1877), francouzský malíř
- Constantin Meunier (1831–1905), belgický malíř
- Carl Oesterley junior (1839–1930), německý malíř
- Jean-Charles Cazin (1841–1901), francouzský malíř
- Léon Lhermite (1844–1925), francouzský malíř
- Alfred Roll (1847–1919), francouzský malíř
- Jules Bastien-Lepage (1848–1884), francouzský malíř
- Jean-François Raffaëlli (1850–1924), francouzský malíř
- Marie Bashkirtseff (1860–1884), ruská malířka
- Giovanni Bellini
- Pieter Brueghel
- Jan van Eyck
- Hugo van der Goes
- Giorgione